# マトウダイ科
マトウダイ科 （学名：Zeidae）は、マトウダイ目の下位分類群の一つ。マトウダイやカガミダイなど三大洋の温暖な海で生活する底魚が分類される。
重要な食用魚であり、マトウダイなどは水族館で人気。深海トロール漁によって漁獲される。
英名は「dory」だが、ソコマトウダイ科やアシゲマトウダイ科も同様に呼ばれる。

## 形態
体は著しく側扁した楕円形で、体高は高い。頭部は大きく、背面輪郭は凹状。口は大きく斜めを向いており、カガミダイ属では上向き。顎は伸縮性がある。眼は大きく、高い位置にある。背中は眼の後方で隆起し、そこに7 - 10棘から成る第一背鰭がある。一部の種は鰭膜が糸状に長く伸びる。第二背鰭は22 - 37軟条から成る。尾柄は細く、尾鰭は扇形。腹鰭は遊離軟条のみから成り、長く伸びる。胸鰭は小さく丸く、低い位置にある。臀鰭は1 - 4棘20 - 39軟条から成り、第二背鰭とは対称的。腹部、臀鰭と第二背鰭の基部には骨質棘条板が並ぶ。鰓蓋骨に棘や鋸歯は無い。椎骨は29 - 34個。体に鱗は無いか、あっても微細。
体色は光沢のある銀色で、若い個体は斑紋があり、成長とともに消える。大型個体は中心に眼状紋がある。Cape dory(Zeus capensis)では、眼状紋が背鰭のすぐ下にある。マトウダイでは、眼状紋が中央にあり、黄色い輪で囲まれており、体はセピア色の斑紋で覆われる。最大種はマトウダイ属の2種で、全長90センチメートルに達する。

## 生態
海底付近で生息する底魚だが、中層でも見られることがある。生息水深は50 - 800メートルで、大陸棚や大陸斜面を好む。ミナミカガミダイなどは小規模の群れを作り、マトウダイなどは産卵期以外は単独で生活する。遊泳力は低く、背鰭と臀鰭を波打たせて移動し、胸鰭は体の安定と回転のために使われる。
繁殖については研究が進んでいない。卵は海中に散らばり、受精卵は海底に沈んで付着すると考えられている。マトウダイは夏季、カガミダイは冬季に産卵が盛んになるとされる。マトウダイは体外受精、カガミダイは体内受精を行う。3年から4年で性成熟する。
狭食性の肉食魚で、幼魚はカイアシ類、オキアミ、アミなどの動物プランクトン、テッポウエビ、タラバエビ、テナガエビ科などの小型甲殻類のみを食べる。成魚はキュウリエソ、タイ、アジ科の幼魚、イワシなどの遊泳魚、ネズッポ、ハゼ、カワハギ、カレイ、アカタチ、イスズミ科などの底魚を捕食し、イカなどの頭足類を捕食することもある。
ドタブカなどのメジロザメ類や、メルルーサなどの肉食魚に捕食される。

## 分類
2属7種が分類されている。
- カガミダイ属 Zenopsis Gill, 1862
  - ミナミカガミダイ（オランダ語版） Zenopsis conchifer (R. T. Lowe, 1852) (Silvery John dory)
  - カガミダイ Zenopsis nebulosa (Temminck & Schlegel, 1845) (mirror dory)
  - イトヒキカガミダイ Zenopsis filamentosa Kai and Tashiro, 2019[3]
  - Zenopsis oblongus Parin, 1989
  - Zenopsis stabilispinosa Nakabo, D. J. Bray & Yamada, 2006

- マトウダイ属 Zeus Linnaeus, 1758
  - Zeus capensis Valenciennes, 1835 (Cape dory)
  - マトウダイ Zeus faber Linnaeus, 1758 (John dory)